# 長野県道294号原洗馬停車場線
長野県道294号原洗馬停車場線（ながのけんどう294ごう はらせばていしゃじょうせん）は、長野県塩尻市広丘吉田の国道19号交点から長野県塩尻市宗賀の中央本線洗馬駅までを結ぶ一般県道。

## 重複区間
- 長野県道293号上今井洗馬停車場線（塩尻市宗賀）
- 長野県道304号本山床尾線（塩尻市宗賀）

## 地理
周辺には、奈良井川などがある。
- 塩尻市立広丘小学校
- 塩尻短歌館
- 広丘駅
- 松本歯科大学
- アルプス工業団地
- 塩尻市立塩尻西部中学校
- 塩尻市立宗賀小学校
- 洗馬駅

### 通過する自治体
- 長野県
  - 塩尻市

### 交差する道路
- 国道19号（塩尻市広丘吉田＝ホテル六万石前の交差点、起点）
- 長野県道25号塩尻鍋割穂高線（塩尻市原新田＝原新田交差点）
- 長野県道292号御馬越塩尻停車場線（塩尻市洗馬＝中原交差点）
- 長野県道293号上今井洗馬停車場線（塩尻市宗賀＝信号無交差点）
- 長野県道304号本山床尾線（塩尻市宗賀＝信号無交差点）